# 皮涅金峰
71°44′S 12°33′E / 71.733°S 12.550°E
皮涅金峰（英語：Pinegin Peak）是南極洲的山峰，位於東部南極洲的毛德皇后地，屬於沃爾塔特山脈中南彼得曼山脈的一部分，海拔高度2,595米，由德國的探險隊發現。